# Takuro Matsui
Takuro Matsui (Prefettura di Fukuoka, 3 dicembre 1887 – Giappone, 10 giugno 1969) è stato un generale giapponese durante la Seconda guerra mondiale.

## Biografia
Matsui comandò il Distretto occidentale dell'Esercito imperiale giapponese dal 15 luglio 1938 al 9 marzo 1940.
il 15 ottobre 1940 gli fu affidato il comando della 5ª Divisione, che prese parte alla Seconda guerra sino-giapponese. L'8 dicembre 1941, la sua divisione sbarcò sulle spiagge della Thailandia del sud e prese parte con successo alla Campagna della Malesia e alla seguente Battaglia di Singapore.
l'11 maggio 1942, fu rimpiazzato al suo comando della divisione dal generale Yamamoto Tsutomi.
Il 18 marzo 1943 divenne capo di stato maggiore dell'Esercito di spedizione in Cina, una carica che tenne fino al 1º febbraio 1945, quando divenne comandante della 13ª Armata, stazionata nel basso del Fiume Yangtze nella Cina centrale.